# جولة ركوب الدراجات التشيكية 2016
جولة ركوب الدراجات التشيكية 2016 (بالألمانية: Czech Cycling Tour 2016)  هو سباق دراجات هوائية، وهو الموسم رقم 7 من السباق، وأقيم خلال الفترة 11 أغسطس 2016، وحتى 14 أغسطس 2016، وهو أحد سباقات طواف أوروبا للدراجات 2016، وهو من نوع سباق المرحلة.
فاز فيه بالمركز الأول دييغو يليسي، وبالمركز الثاني سيباستيان لانجفيلد، وبالمركز الثالث دافيدي ريبلين.

## الفائزون
| الترتيب | الفائز             |
| ------- | ------------------ |
| الفائز  | دييغو يليسي        |
| الثاني  | سيباستيان لانجفيلد |
| الثالث  | دافيدي ريبلين      |